# 丹青な庭
『丹青な庭』（たんせいなにわ）は2002年に製作された日本映画。
2002年にフランス・リヨンで行われたAsian&CultureFestival2002正式出品

## あらすじ
毎日同じ時間に二つの場所を訪れる彼は、それぞれガラスのケースに入っている対照的な女を観察することによって、自分の自由を確かめている。しかし狭く不自由なガラスの中で、自由に暮らす彼女たちを見てだんだん自分が窮屈になってゆく。

## スタッフ・キャスト
- 脚本・監督：長沼里奈
- 出演：成山剛(sleepy.ab)、成田愛裕美